# Mnohoricicea, Bahciîsarai
Mnohoricicea (în ucraineană Многоріччя) este un sat în comuna Zelene din raionul Bahciîsarai, Republica Autonomă Crimeea, Ucraina.

## Demografie
Componența lingvistică a localității Mnohoricicea
     Rusă (62,07%)
     Tătară crimeeană (20,69%)
     Ucraineană (1,72%)
Conform recensământului din 2001, majoritatea populației localității Mnohoricicea era vorbitoare de rusă (62,07%), existând în minoritate și vorbitori de tătară crimeeană (20,69%) și ucraineană (1,72%).

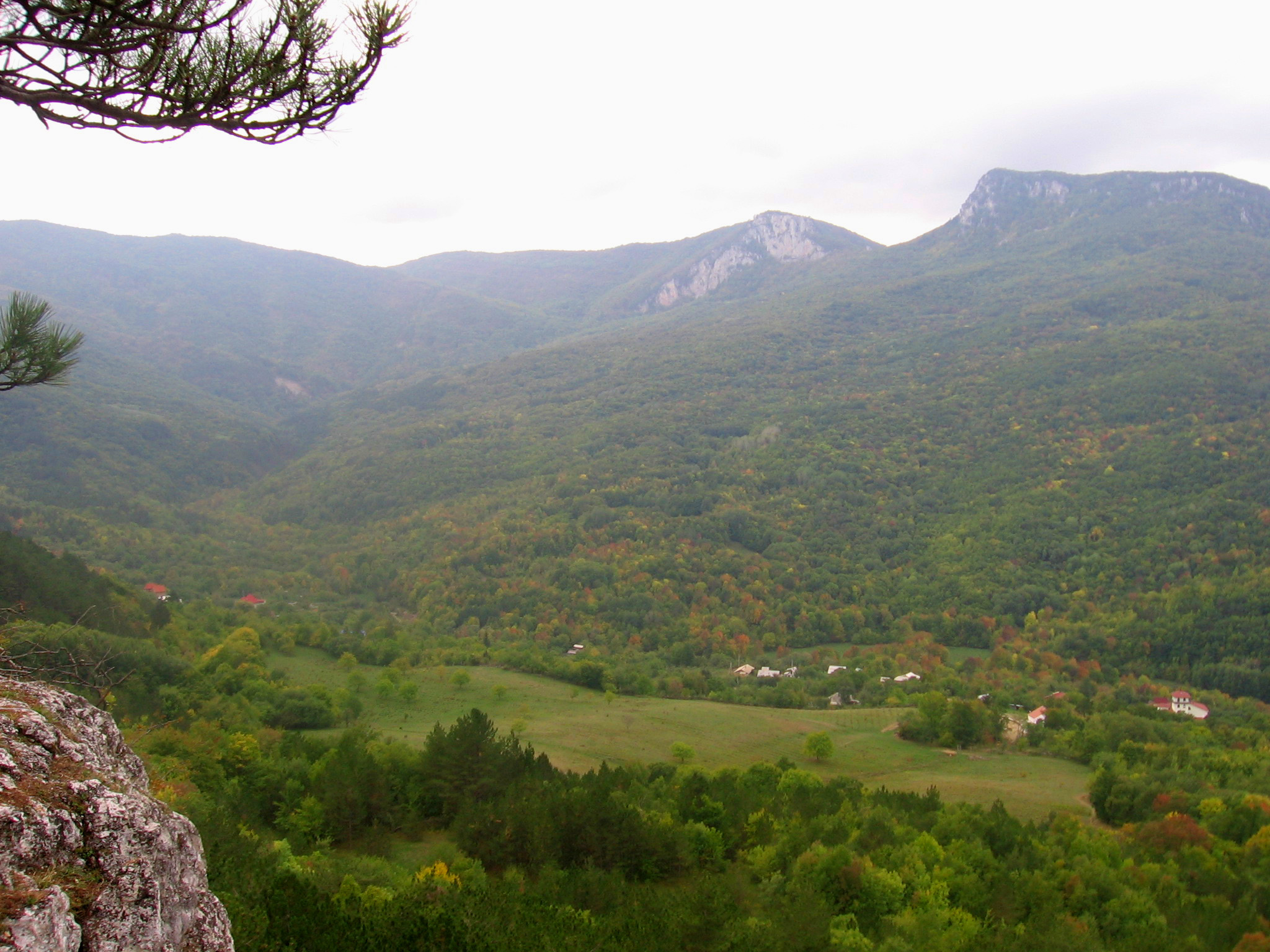
Râul Belbel superior de lângă satul Mnohoricicea, Crimeea